# Molen van Nerom

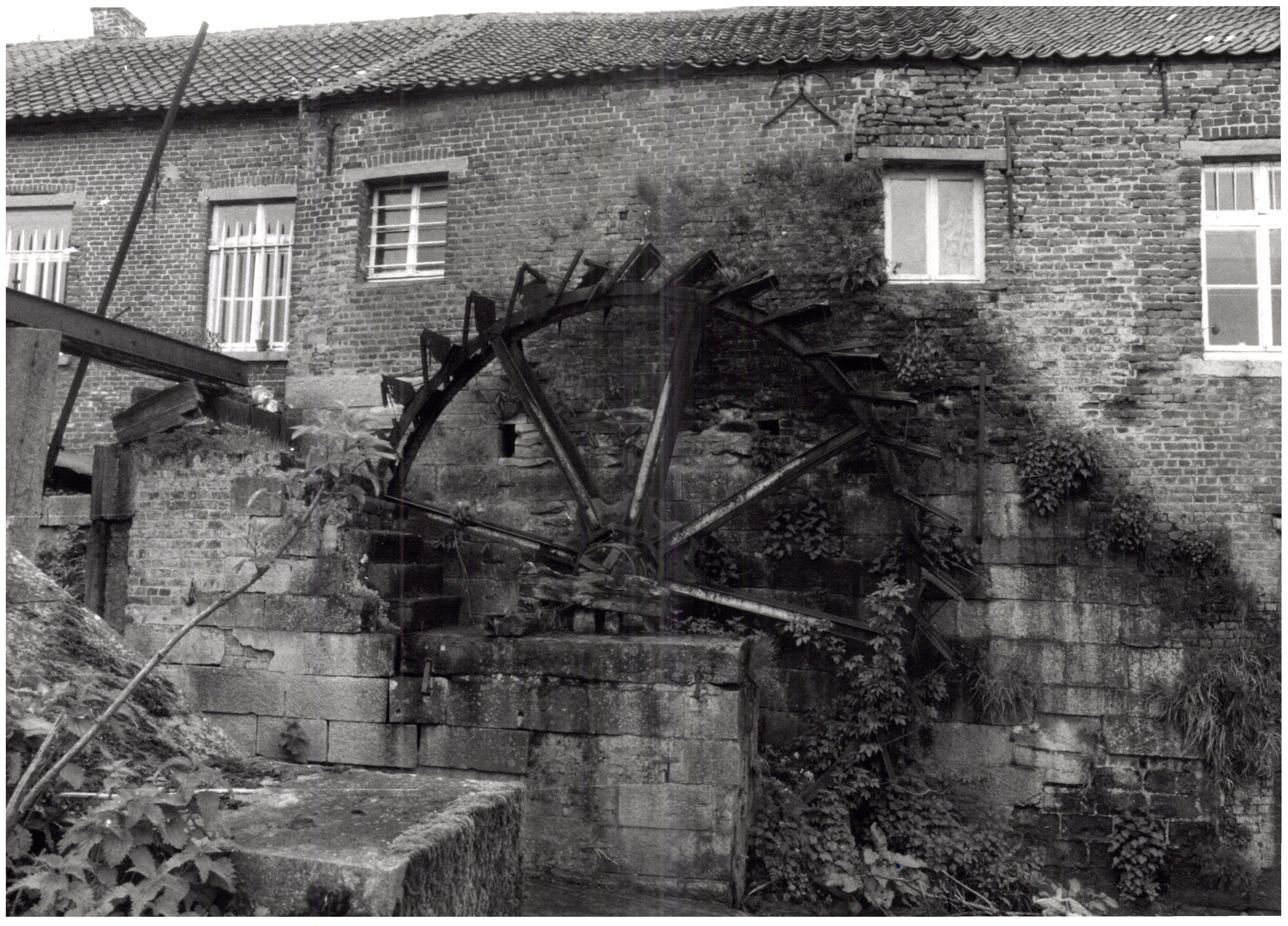
Molen van Nerom

De Molen van Nerom (ook: Smeiersmarkmolen) is een watermolen nabij de tot de Vlaams-Brabantse gemeente Pajottegem behorende plaats Sint-Pieters-Kapelle, gelegen aan de Geraardsbergsesteenweg 41 in het gehucht Smeiersmark.
Deze bovenslagmolen op de Mark fungeerde als korenmolen.

## Geschiedenis
Deze molen werd voor het eerst vermeld in 1335. Hij bleef in werking tot de jaren '60 van de 20e eeuw. Daarna verviel het metalen bovenslagrad en ook de maalinrichting verdween goeddeels.
Het huidige bakstenen molengebouw dateert van 1880. Het wordt geflankeerd door een groter en recenter gebouw dat dienstdoet als elektrische maalderij.